# OStatus

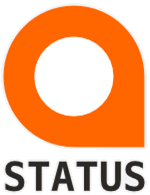
OStatus logotipo.

OStatus é um padrão aberto para microblogging federado, permitindo que usuários em um site enviem e recebam atualizações de status com usuários em outro site. O padrão descreve como um conjunto de protocolos abertos, incluindo Atom, Activity Streams, WebSub, Salmon e WebFinger, pode ser usado em conjunto, o que permite que diferentes implementações de servidores de microblogs roteiem atualizações de status entre seus usuários. quarto, quase em tempo real.

## História
Ostatus Federação era primeiro possível entre StatusNet instalações, tais como Status.net e Identi.ca, embora Identi.ca mais tarde mudado para pump.io. Em junho de 2013, vários outros aplicativos de microblog e sistemas de gerenciamento de conteúdo anunciaram que pretendiam implementar o padrão. No mesmo mês, foi anunciado que o StatusNet seria incorporado ao projeto social GNU, juntamente com o Free Social.
Após o primeiro lançamento oficial do GNU Social, vários sites de microblogs executando o StatusNet e o Free Social começaram a fazer a transição para ele. Mas as frustrações com a tecnologia subjacente ao GNU Social levaram a vários novos pacotes de servidores que pretendiam ser compatíveis com o GNU Social usando o OStatus, incluindo Mastodon (até outubro de 2019), Pleroma, e postActiv.

## Trabalho de padrões
Em janeiro de 2012, um Grupo da Comunidade W3C foi aberto para manter e desenvolver ainda mais o padrão OStatus. No entanto, isso foi ofuscado pelo trabalho do Grupo de Trabalho da Web Social Federada do W3C, lançado em julho de 2014.  Este grupo de trabalho focou na criação de um padrão mais novo, chamado ActivityPub, com base nos protocolos usados no pump.io, que foi padronizado como sucessor do OStatus.